# 赫瓦蒂夫
49°57′45″N 24°56′35″E / 49.96250°N 24.94306°E
赫瓦蒂夫（羅馬化：Khvativ）是烏克蘭西部的村莊，隸屬利維夫州的佐洛奇夫區。該村面積1.8平方公里，海拔高度264米，2001年人口228，人口密度每平方公里126.95人。